# Japonska pagoda
| Wooden pagoda | Stone pagoda | A gorintō |

Pagode na Japonskem se imenujejo tō (塔, dob. pagoda), včasih butō (仏塔, dob. budistična pagoda) ali tōba (塔婆, dob. pagoda) in zgodovinsko izhajajo iz kitajske pagode, ki je sama interpretacija indijske stupe. Tako kot stupe so bile tudi pagode prvotno uporabljene kot relikviarij, vendar so v mnogih primerih na koncu izgubile to funkcijo. Pagode so v bistvu budistične in pomemben sestavni del kompleksov japonskih budističnih templjev, a ker je bilo do zakona o ločitvi Kami in Bude (Shinbutsu bunri) iz leta 1868 šintoistično svetišče običajno tudi budistični tempelj in obratno, tudi v svetiščih niso redke. Znano svetišče Icukušima, na primer, ima enega.
Po obnovi Meidži je beseda tō, ki se je nekoč uporabljala izključno v verskem kontekstu, začela pomeniti tudi »stolp« v zahodnem smislu, kot na primer v Eifflov stolp (エッフェル塔, Eferu-tō).
Med številnimi oblikami japonskih pagod so nekatere zgrajene iz lesa in so znane kot mokutō (木塔, dob. lesena pagoda), večina pa je izklesanih iz kamna (sekitō, 石塔, dob. kamnita pagoda). Lesene pagode so velike stavbe z dvema nadstropjema (kot je tahōtō (多宝塔, slov. Tahō pagoda) ali lihim številom nadstropij. Obstoječe lesene pagode z več kot dvema nadstropjema imajo skoraj vedno bodisi tri nadstropja (in se zato imenujejo sanjū- no-tō (三重塔, dob. trinadstropna pagoda) ali pet (gojū-no-tō, 五重塔, dob. petnadstropna pagoda). Kamnite pagode so skoraj vedno majhne, običajno precej pod 3 metre in praviloma nimajo uporabnega prostora.Če imajo več kot eno nadstropje, se pagode imenujejo tasōtō (多層塔, dob. večnadstropna pagoda) ali tajūtō (多重塔, dob. večnadstropna pagoda).
Velikost pagode se meri v kenih, kjer je ken razdalja med dvema stebroma tradicionalne stavbe. Tahōtō je na primer lahko 5 x 5 ken ali 3 x 3 ken.

## Zgodovina
Stupa je bila prvotno preprosta gomila z Budovim pepelom, ki je sčasoma postala bolj dodelana, medtem ko se je njen zaključek sorazmerno povečal. Ko je stupa dosegla Kitajsko, se je srečala s kitajskim stražarskim stolpom in se razvila v pagodo, stolp z neparnim številom nadstropij. Njegova uporaba se je nato razširila v Korejo in od tam na Japonsko. Po prihodu na Japonsko skupaj z budizmom v 6. stoletju je pagoda postala ena od osrednjih točk zgodnjega japonskega garana (tempelj, idealno sestavljen iz sedmih dvoran). Na Japonskem se je razvila v obliki, velikosti in funkciji ter končno izgubila svojo prvotno vlogo relikviarija.  Postala je tudi izjemno pogosta, medtem ko je na azijski celini redka.
Z rojstvom novih sekt v kasnejših stoletjih je pagoda izgubila pomen in bila posledično potisnjena na obrobje garana. Templji sekt Džōdo imajo redko pagodo. V obdobju Kamakura je na Japonsko prispela sekta Zen in njihovi templji običajno ne vključujejo pagod.
Pagode so bile prvotno relikviarij in niso vsebovale svetih podob, toda na Japonskem jih je veliko, na primer Horju-džijeva petnadstropna pagoda, s kipi različnih božanstev.  Da bi omogočili odpiranje prostora v pritličju in s tem ustvarili nekaj uporabnega prostora, je bila osrednja gred pagode, ki je prvotno segala do tal, skrajšana v zgornje nadstropje, kjer je počivala na nosilnih tramovih. V tej sobi so posvečeni kipi glavnih predmetov čaščenja templja. Znotraj pagod šingon so lahko slike božanstev, imenovanih šingon hasso (真言八祖); na stropu in na osrednji gredi so lahko okraski in poslikave.

### Oblikovanje in razvoj strukture
Rob napušča pagode tvori ravno črto, pri čemer je vsak naslednji rob krajši od drugega. Več kot je razlika v dolžini (parameter, imenovan teigen (逓減, postopno zmanjševanje v japonščini) med nadstropji, bolj trdna in varna se zdi pagoda. Tako teigen kot zaključek sta večja pri starejših pagodah, kar jim daje občutek trdnosti. Nasprotno pa so novejše pagode bolj strme in imajo krajše zaključke, kar ustvarja vitke silhuete.
S konstrukcijskega vidika so imele stare pagode kamnito podlago (心礎, šinso), nad katero je stal glavni steber (心柱, šinbašira). Okrog njega bi postavili nosilne stebre prvega nadstropja, nato tramove, ki podpirajo napušč in tako naprej. Druga nadstropja bi nadgradili nad dokončanim, na vrh glavnega stebra pa bi končno vstavili zaključek. V kasnejših obdobjih so vse nosilne konstrukcije postavili naenkrat, kasneje pa so nanje pritrdili dele bolj kozmetične funkcije.
Zgodnje pagode so imele osrednji steber, ki je prodrl globoko v zemljo. Z razvojem arhitekturnih tehnik so ga najprej postavili na temeljni kamen na nivoju tal, nato pa so ga skrajšali in postavili na tramove v drugem nadstropju, da bi omogočili odpiranje sobe v pritličju.
Njihova vloga v templju se je postopoma zmanjševala, medtem ko so jih funkcionalno nadomeščale glavne dvorane (kon-do). Prvotno so bile osrednji del šingona in tendai garana, kasneje pa so bile premaknjene na robove in končno opuščene, zlasti s strani zen sekt, zadnjih, ki so se pojavile na Japonskem.

### Izguba pomena pagode znotraj garana
Zaradi relikvij, ki so jih vsebovale, so bile lesene pagode osrednji del garana, sedmih dvoran, ki so veljale za nepogrešljive za tempelj. Postopoma so izgubile pomen in nadomestil jih je kondō (zlata dvorana), zaradi magičnih moči, ki naj bi se skrivale v podobah, ki so bile v stavbi. Ta izguba statusa je bila tako popolna, da zen šole, ki so pozno prispele na Japonsko iz Kitajske, običajno nimajo nobene pagode v svojem garanu. Postavitev štirih zgodnjih templjev jasno ponazarja ta trend: v kronološkem vrstnem redu so Asuka-dera, Šiteno-dži, [fHorju-dži]] in Jakuši-dži. V prvem je bila pagoda v samem središču garana, obdana s tremi majhnimi kondō (glej rekonstrukcijo prvotne postavitve templja). V drugem je en sam kondō v središču templja, pagoda pa leži pred njim. Pri Horju-dži so eden poleg drugega. Jakuši-dži ima en sam velik kondō na sredini z dvema pagodama ob straneh. Enako evolucijo lahko opazimo v budističnih templjih na Kitajskem.

## Kamnite pagode
Kamnite pagode (sekitō) so običajno narejene iz materialov, kot sta apatit ali granit, so veliko manjše od lesenih in fino izrezljane. Pogosto imajo napise v sanskrtu, budistične figurice in datume japonskega lunarnega koledarja nengō. Tako kot lesene jih je večinoma mogoče razvrstiti na podlagi števila nadstropij kot tasōtō ali hōtō, vendar obstajajo nekateri slogi, ki jih v lesu skoraj nikoli ne vidimo, in sicer gorintō, muhōtō, hōkjōintō in kasatōba.

### Tasōtōalitadžūtō
Z nekaj zelo redkimi izjemami ima tasōtō (imenovan tudi tadžūtō, 多層塔) neparno število nadtropij, običajno med tremi in trinajstimi. [9] Običajno so pagode visoke manj kot tri metre, včasih pa so lahko tudi precej višje. Najvišja še ohranjena je 13-nadstropna pagoda v Hanja-dži v Nari, ki meri 14,12 m. Pogosto so posvečene Budi in nimajo uporabnega prostora, nekatere pa imajo v notranjosti majhen prostor, v katerem je sveta podoba. Pri najstarejšem ohranjenem primerku, medtem ko je rob vsakega nadstropja vzporeden s tlemi, je vsako naslednje nadstropje manjše od naslednjega, kar ima za posledico močno poševno krivuljo. Sodobnejši tasōtō ima običajno manj izrazito krivuljo.
- Predstavnosti o temi Tasōtō v Wikimedijini zbirki

### Hōtō
Hōtō (宝塔, dobesedno »stupa z dragulji«) je pagoda, sestavljena iz štirih delov: nizkega temeljnega kamna, cilindričnega telesa z zaobljenim vrhom, štiristrane strehe in zaključka. Za razliko od podobnega tahōtō nima zaprte dvokapne strehe (mokoši) okoli svojega krožnega jedra. Tako kot tahōtō ima svoje ime po budističnem božanstvu Tahō Njorai. Hōtō se je rodil v zgodnjem obdobju Heian, ko sta sekti Tendai in Šingon prvič prispeli na Japonsko. Dejansko, ker ne obstaja na azijski celini, se domneva, da so ga izumili na Japonskem.
Včasih so obstajali hōtō v polni velikosti, vendar so preživeli skoraj samo miniaturni, običajno iz kamna in/ali kovine.
- Predstavnosti o temi Hōtō v Wikimedijini zbirki

### Gorintō
Gorintō (五輪塔, dobesedno »stolp s petimi obroči«) je pagoda, ki jo najdemo skoraj samo na Japonskem in verjamejo, da sta jo prvi sprejeli sekti Šingon in Tendai v srednjem obdobju Heian.  Uporablja se kot nagrobni znak ali kot kenotaf, zato je pogost prizor v budističnih templjih in na pokopališčih. Imenuje se tudi gorinsotōba (五輪卒塔婆) (»stupa s petimi obroči«) ali goringedacu (五輪解脱), kjer je izraz sotoba transkripcija sanskrtske besede stupa.
V vseh svojih različicah je gorintō sestavljena iz petih blokov (čeprav je to število včasih težko zaznati), od katerih ima vsak eno od petih oblik, ki simbolizirajo pet elementov, za katere verjamejo, da so osnovni gradniki resničnosti: zemlja (kocka ), voda (krogla), ogenj (piramida), zrak (polmesec) in eter, energija ali praznina (lotos). Zadnja dva obroča (zrak in eter) sta vizualno in konceptualno združena v eno samo podskupino.
- Predstavnosti o temi gorintō v Wikimedijini zbirki

### Hōkjōintō
Hōkjōintō (宝篋印塔) je velika kamnita pagoda, tako imenovana, ker je prvotno vsebovala Hōkjōin (宝篋印) dharani (陀羅尼) sutro. Prvotno je bila uporabljena kot kenotaf za kralja Vujue - Kian Liuja na Kitajskem.
Tradicija hōkjōintō na Japonskem naj bi se začela v obdobju Asuka (550–710 n. št.).  Izdelovali so jih iz lesa, iz kamna pa so jih začeli izdelovati šele v obdobju Kamakura. V tem obdobju so jih začeli uporabljati tudi kot nagrobnike in kenotafe. Hōkjōintō so začeli izdelovati v sedanji obliki v obdobju Kamakura. Tako kot gorintō je razdeljena na pet glavnih delov, ki predstavljajo pet elementov japonske kozmologije. Sutra, ki jo včasih skriva, vsebuje vsa pobožna dejanja Tathagata Bude in verniki verjamejo, da bodo z molitvijo pred to pagodo odpravljeni njihovi grehi, da bodo v življenju zaščiteni pred nesrečami in da bodo po smrti odšli v nebesa.
- Predstavnosti o temi Hōkyōintō v Wikimedijini zbirki

### Muhōtōalirantō
Muhōtō (無縫塔, dob. »stolp brez šivov«) ali rantō (卵塔, dob. »jajčni stolp«) je pagoda, ki običajno označuje grobišče budističnega duhovnika. Prvotno so ga uporabljale samo zen šole, kasneje pa so ga sprejele tudi druge. Njen značilen zgornji del v obliki jajčeca naj bi bil falični simbol.
- Predstavnosti o temi Muhōtō v Wikimedijini zbirki

### Kasatōba
Kasatōba (笠塔婆, »krovna stupa«) je preprosto kvadraten kamnit steber, postavljen na kvadratno podlago in pokrit s piramidasto streho. Nad streho stojita kamen v obliki sklede in kamen v obliki lotosa. Gred je lahko izrezljana s sanskrtskimi besedami ali nizkimi reliefnimi podobami budističnih bogov. Znotraj jaška so lahko kamnita kolesa, ki vernikom omogočajo, da obračajo stupo med molitvijo kot z molilnim kolesom.
- Predstavnosti o temi Kasatōba v Wikimedijini zbirki

### Sōrintō
Sōrintō (相輪橖) je vrsta majhne pagode, ki je sestavljena samo iz palice in sorina (相輪, dob. nadomestni prstani - je konica (fiala) na vrhu japonske pagode).

## Lesene pagode

### Tasōtō
Leseni tasōtō so pagode z neparnim številom nadstropij. Morda se zdi, da imajo nekatere sodo število zaradi prisotnosti med nadstropji povsem okrasnih zaprtih dvokapnih streh, imenovanih mokoši. Znan primer je Jakuši-džijeva vzhodna pagoda (glej sliko na levi), za katero se zdi, da ima šest nadstropij, vendar ima pravzaprav samo tri. Drugi je tahōtō, ki ima eno nadstropje in mokoši pod streho, zato se zdi, da ima dve nadstropji. Obstajal je primerek s sedmimi ali devetimi nadstropji, vendar imajo vsi ohranjeni bodisi tri. (in se zato imenujejo sandžū-no-tō (三重塔, slov. »trinadstropna pagoda«) ali pet (in se imenujejo godžū-no-tō (五重塔, slov. »petnadstropna pagoda«). (Tanzan džindža v Sakurai, Nara, ima pagodo s trinajstimi, ki pa je zaradi strukturnih razlogov razvrščena ločeno in se ne šteje za tasōtō.) Najstarejša trinadstropna pagoda stoji v Narinem Hoki-dži in je bila zgrajena med letoma 685 in 706. Najstarejša obstoječa petnadstropna pagoda pripada Horju-dži in je bila zgrajena nekaj časa v obdobju Asuka (538-710). Najvišji lesen tasōtō pripada To-dži v Kjotu. Ima pet nadstropij in je visoka 54 m.
- Predstavnosti o temi tasōtō v Wikimedijini zbirki

### Hōtō
Leseni hōtō je redka vrsta pagode, sestavljena iz štirih delov: nizkega temeljnega kamna, cilindričnega telesa z zaobljenim vrhom, piramidalne strehe in zaključka. Za razliko od podobnega tahōtō nima kvadratne zaprte strehe (mokoši) okoli svojega cilindričnega jedra. Tako kot tahōtō ima svoje ime po budističnem božanstvu Tahō Njorai. Hōtō se je rodil v zgodnjem obdobju Heian, ko sta budistični sekti Tendai in Šingon prvič prispeli na Japonsko.
Včasih je bilo veliko pagod hōtō v polni velikosti, vendar so preživele skoraj samo miniaturne, običajno iz kamna in/ali kovine. Dober primer v polni velikosti je mogoče videti v Ikegami Honmon-dži v Niši-magomeju v Tokiu. Pagoda je visoka 17,4 metra in široka 5,7 metra. 
- Predstavnosti o temi Hōtō v Wikimedijini zbirki

### Tahōtō
Tahōtō je vrsta lesene pagode, edinstvena po tem, da ima sodo število nadstropij (dve), prvo kvadratno z zaobljenim jedrom, drugo pa okroglo. Ta slog tō je bil ustvarjen tako, da obdaja cilindrično osnovo hōtō s kvadratnim, pokritim hodnikom, imenovanim mokoši. Jedro pagode ima samo eno nadstropje s stropom pod okroglim drugim nadstropjem, ki je nedostopno. Tako kot tasōtō in rōmon ((楼門, »stolpna vrata«) ponuja kljub svojemu videzu uporaben prostor le v pritličju.
Ker ta vrsta ne obstaja niti v Koreji niti na Kitajskem, se domneva, da so jo izumili na Japonskem v obdobju Heian (794 - 1185). Pagoda tahōtō je bil dovolj pomembna, da so jo šteli za eno od sedmih nepogrešljivih stavb (tako imenovani šičido garan) templja Šingon. Kūkai sam je odgovoren za gradnjo tahōto v Kongōbu-dži na gori Kōja.

#### Daitō
Običajno je osnova tahōtō 3-ken prečno s štirimi glavnimi podpornimi stebri, imenovanimi šitenbašira (四天柱) na vogalih (glej risbo). V sobi, ki jo tvori šitenbašira, je svetišče, kjer so shranjeni glavni predmeti čaščenja (gohonzon (御本尊)).
Večji, 5 x 5 ken tahōtō pa obstajajo in se imenujejo daitō (大塔, slov. »velika pagoda«) zaradi svojih dimenzij. To je edina vrsta, ki ohranja prvotno strukturo s steno, ki ločuje hodnik (mokoši) od jedra strukture. Ta vrsta pagode je bila nekoč običajna, toda od vseh daitō, ki so jih kdaj zgradili, so samo tri še vedno obstoječe. Ena je v Negoro-dži prefektura Vakajama, druga v Kongōbu-dži, spet v Vakajami in zadnja v Kirihata-deri, prefektura Tokušima. Daitō v Kongōbu-dži je ustanovil Kūkai iz sekte Šingon. Primerek, najden v Negoro-dži, je visok 30,85 metra in je nacionalni zaklad.
- Predstavnosti o temi Daitō v Wikimedijini zbirki
- Predstavnosti o temi Tahōtō v Wikimedijini zbirki

### Sotōba
V grobnicah na japonskih pokopališčih je pogosto mogoče najti daritvene trakove s petimi razdelki, pokrite z dovršenimi napisi, imenovanimi sotōba (卒塔婆). Napisi vsebujejo sutro in posmrtno ime umrle osebe. Njihovo ime izhaja iz sanskrtskega stūpa, lahko pa jih štejemo tudi za pagode.
- Predstavnosti o temi Sotōba v Wikimedijini zbirki

## Galerija
- Gorintō
- Hōkjōintō
- Hōtō
- Kamnita tasōtō
- Dve kasatōbi v Hanja-dži, Nara
- Ičijō-džijev sandžū-no-tō (trinadstropna pagoda). Zgrajena leta 1171.
- Murō-džijeva godžū-no-tō (petnadstropna pagoda). Zgrajena leta 800.
- Pagoda v šintoističnem svetišču Icukušima
- Sotōba. Jasno je vidna razdelitev na pet delov
- Sorintō